# Заячківські герба Правдич

Герб Правдич

Заячківські гербу Правдич (архаїчна форма прізвища — Заячковські, пол. Zajączkowscy herbu Prawdzic) — шляхетський рід (або роди, які послуговувалися одним прізвищем та гербом).

## Заячківські гербаПравдичв Україні

### Заячківські гербаПравдичізТишківців
Рід походить із Зайончкова (пол. Zajączkow) у Краківській землі. Під 1588 роком згадується архидиякон РКЦ, декан Клецький, пробощ Перемиський та Ярославський, Радимненський Павло Заячківський — посол короля Стефана Баторія до Папи Римського Григорія ХІІІ, помер 1588 року у віці 80 років, був похований в Ярославі. Ймовірно, з ним пов'язана нобілітація роду.
|  | «1920 р. на Кичурі знайшли шляхетський герб родини Заячківських, який на той час мав понад 300 років. Написаний був золотими літерами на пергаменті і завірений печаткою і підписом короля Стефана Баторія. Герб конфіскований Городенківським старостою і переданий до Варшави.» |

- 1677 року помер ксьондз Габріель (Гавриїл) Заячковський (пол. Ks. Gabriel Zajączkowski), пробст ярославської Колегіати Ордену Єзуїтів у 1663-1677 роках[3].

- Дорота - дружина Войцеха Потоцького гербу Пилява.

Теодор Заячківський герба Правдич і його дружина Анна з Яворських оселилися у Тишківцях (на той час — маєтку Потоцьких) у першій чверті 18 століття як чиншовики. Їх син Прокіп народився 12 липня 1725 року.
Рід Заячківських опікувався уніатською тишківецькою церкви Воздвиження Чесного Хреста (де для його представників було облаштовано спеціальне місце).

Микола Заячківський
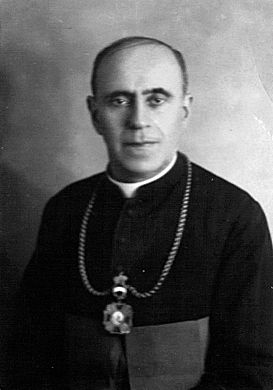
Діонісій Каєтанович

- Микола Заячківський (*25 листопада 1870, Тишківці — †11 лютого 1938, Львів) — український підприємець, економіст, громадський та кооперативний діяч.
- Діонісій Каєтанович[4] (*8 квітня 1878, Тишківці — †18 листопада 1954, Абезь[5]) — останній адміністратор Львівської архидієцезії Вірменської католицької церкви. Загинув у радянських концтаборах.
- Іван Заячківський (*1919, Тишківці — †1946) — хорунжий УПА, керівник надрайонного проводу Обертинщини «Аскольд».
- Анна Заячківська — Міс Україна (2013).

## Заячківські гербаПравдичуБілорусі
Є згадки про мешкання шляхти з таким прізвищем і гербом у пол. okolicę szlachecką Posolcze, parafia bieniakońska.